# Dov Alfon
Pour les articles homonymes, voir Alfon.
 (décembre 2024).
Causes possibles :
- Rédaction non-neutre car ne respectant pas la synthèse équilibrée attendue.
- Plan structurant la page comme une brochure promotionnelle ou une plaquette institutionnelle.
- Nombreuses informations sans réelle pertinence encyclopédique et pourtant montées en épingle. Ceci peut notamment se faire en recourant à des sources primaires ou non centrées, ou encore à un « cherry picking » des sources ; dans certains cas, cette utilisation des sources peut même donner lieu à une « synthèse inédite ».

Rappel : la pertinence des informations est à démontrer par des sources secondaires indépendantes et de qualité traitant le sujet.
 (décembre 2024).
Dov Alfon (hébreu : דב אלפון), né le 24 mars 1961 à Sousse (Tunisie), est un journaliste et écrivain franco-israélien actuellement directeur de la publication et de la rédaction du quotidien français Libération. 
Il fut officier de renseignements israéliens à l'unité 8200, lors de son service militaire et durant plusieurs mois d'activités de réserve. 
Il fut l'un des premiers journalistes au monde à couvrir la culture web [réf. nécessaire] et a tenu pour le quotidien israélien Haaretz la chronique « Captain Internet » à partir de mai 1994. Il a créé plusieurs projets numériques, dont Alaxon, une revue hébraïque pour la science et les arts et Storyvid.io,, une entreprise culturelle à but non lucratif visant à faire le pont entre la littérature et les nouveaux médias, qu'il a fondée avec l'écrivain Etgar Keret.
Dov Alfon fut notamment rédacteur en chef de Haaretz entre 2008 et 2011, période pendant laquelle ce quotidien a publié des documents portant sur une affaire dite en Israël de « Anat Kam-Uri Blau », ainsi que des enquêtes qui ont fini par conduire à la mise en examen du Premier ministre israélien Ehud Olmert,. L'obstination d'Alfon à protéger ses journalistes durant cette période lui a valu, en 2011, le Peace Through Media Award décerné par le Conseil international de la presse et de la radiodiffusion (d) de la Next Century Foundation.
Son premier roman, un thriller politique publié en hébreu en septembre 2016 et en français en 2019 sous le titre Unité 8200, a été traduit en treize langues et fut un best-seller en Israël et en Grande Bretagne. Le livre a reçu le Prix Marianne en France et le prix Daggers International à Londres.

## Biographie

### Famille
Selon les interviews qu'il a accordé à la presse, sa famille est d'origine juive tunisienne par sa mère et juive italienne par son père, tous deux nés en Tunisie sous protectorat français. Son père est exempt de la loi portant du statut des juifs comme sujet italien, mais sa mère porte l'étoile jaune sous l'Occupation et est séparée de ses parents jusqu'à la libération en mai 1943. Mariés à Paris en 1956, ses parents doivent repartir en Tunisie quand son père, appelé du contingent lors de la guerre d'Algérie, y sera muté pour cinq ans de service militaire.

### Enfance
Dov Alfon naît à Sousse en 1961, non loin de la base militaire où son père achève son service militaire. Il a six mois quand ses parents regagnent la France. Tous trois habitent dans la loge de concierge de ses grands-parents rue Broca à Paris, avant de commencer une série de déménagements, s'installant à Bondy, à Juvisy-sur-Orge puis à Belleville.
Selon ses interviews, il aurait commence à écrire à l'âge de cinq ans, sauté deux classes et publié sa première nouvelle à l'âge de neuf ans dans Spirou. Il est inscrit au lycée Henri-IV.
Un incident antisémite sur le lieu de travail de son père, inspecteur à la fraude au Groupe Drouot, va changer son parcours. Traumatisée par ces croix gammées barbouillées sur les murs du bureau de son mari, sa mère décide sur-le-champ de quitter la France et embarque la famille, comprenant maintenant son frère cadet, âgé de quatre ans, sur le premier bateau pour Israël. Ils s'installent à Ashdod et sont surpris peu de temps après par la guerre du Kippour. Il revient longuement sur cette immigration surprise dans l'émission de France Inter « Une journée particulière », avec notamment cette phrase : « Je traversais la place du Panthéon en me rêvant grand écrivain quand j'ai été brusquement propulsé dans un pays mythique et inconnu, vivant une guerre que je ne comprenais pas, forcé de communiquer dans une langue dont j'ignorais même l'alphabet ; je suppose que c'est alors que je me suis rêvé grand journaliste ».

### Service militaire
En Israël, Dov Alfon fait ses études au lycée Rogozin Makif Guimel. Il est appelé à 18 ans à faire son service militaire obligatoire dans l'armée israélienne. Sélectionné par une unité ultra-secrète de renseignements technologiques, l'Unité 8200 de Tsahal, il est formé aux recherches sur l'ancêtre d'Internet, le réseau militaire Arpanet, et est nommé chef de section. À son retour de l'école d'officiers, il découvre qu'il est le seul gradé de l'unité d'origine Mizrahi, et lance une recherche officielle sur la fracture numérique,.
Selon Dov Alfon, ces années l'ont beaucoup aidé à devenir journaliste d'investigation, mais l'ont également changé politiquement. Venant d'une famille séfarade sioniste plutôt classique, il se trouve entouré d'officiers ashkénazes très à gauche, dans une unité réputée pour ses refuzniks,,. En 1982, l'intervention militaire israélienne au Liban le fait basculer: il rejoint les manifestants alors qu'il est encore en uniforme, et quittera le service actif la même année. Dans son roman aux tons clairement autobiographiques, Unité 8200, le héros est mis sur la touche pour avoir protégé les objecteurs de conscience refusant d'espionner des Palestiniens.

### Carrière journalistique

#### Débuts dans le journalisme
Dov Alfon fait des études de sociologie puis de communication à l'université hébraïque de Jérusalem, devenant rapidement rédacteur en chef du journal des étudiants Pi Ha'aton. Ses articles d'investigation, entre autres sur l'influence politique des donateurs de l'université, attirent l'attention de Tom Segev, alors rédacteur en chef de l'hebdomadaire de gauche radical Koteret Rashit. Dov Alfon rejoint ce titre. Il y fait de tout, passant de standardiste à correspondant à la Knesset, des marronniers aux grands reportages[source insuffisante]. En juillet 1986, il provoque la chute du gouvernement de Shimon Peres en révélant les propos injurieux tenus par son ministre des finances, Itzhak Moda'i. En juin 1987 il est producteur de Le Vent Jaune, écrit par David Grossman,. 

#### 1988-2003 Haaretz
À la fermeture du journal Koteret Rashit, en 1988, Dov Alfon rejoint Haaretz, où il développe un ton ironique qui restera sa spécialité,. En 1990, à 29 ans, il est nommé rédacteur en chef du supplément de fin de semaine, Mussaf Haaretz. Ce supplément, créé en 1968, est en période de creux, boudé par les annonceurs et ignoré par les lecteurs[source insuffisante]. Dov Alfon chamboule complètement le magazine de 64 pages, provoquant le départ de l'ancienne garde et l'arrivée de nombreux jeunes talents, entre autres Ronen Bergman, Ari Shavit et Ronit Matalon[source insuffisante]. Il invente de nombreux formats rapidement copiés partout, parmi eux « Dialogue fictif » (avec l'artiste Hanoch Piven), qui lui vaut la médaille d'or de l' American Society Magazine Editors en 1992[source insuffisante], et « Lettre à un ami israélien », chronique politique qui eut parmi ses contributeurs Arthur Miller, Naguib Mahfouz, Sophie Calle, John le Carré, Margaret Atwood et Mario Vargas Llosa. En 1994, il publie un numéro annuel pour la Journée internationale des femmes écrit exclusivement par des autrices, et lance la même année « Captain Internet », critique hebdomadaire de sites web présentés par un grand-père et son petit-fils[source insuffisante]. C'est l'une des premières critiques Web au monde et le premier site israélien répertorié par Mosaic[source insuffisante].
Alfon propose à Gideon Levy de couvrir les territoires palestiniens occupés en chronique hebdomadaire et lui trouve son nom, « The twilight zone », mais publie aussi des nouvelles, des poèmes et des bandes dessinées en feuilletons, parmi eux Le Cahier bleu[source insuffisante]. Il reçoit quatre années consécutives le prix « Magazine of the Year » de la Société Hébraïque des Gens de Lettres[source secondaire souhaitée] et triple le nombre de pages du supplément, qui atteint 212 pages en 1998[source insuffisante].
Dov Alfon devient[source insuffisante] le rédacteur en chef du volet israélien de World Media Network, un projet de coopération journalistique mondiale lancé par le quotidien français Libération. Il travaille un mois par an à la rédaction du journal français à Paris avec Bertrand Pecquerie et Laurent Munnich, de Libération, et avec Thomas Hartmann, qui vient de fonder à Berlin le quotidien radical Die Tageszeitung[source insuffisante]. Mais en 2004, Libération tente d'imposer à ses partenaires des publicités françaises, entre autres de sociétés d'armement, et plusieurs journaux décident de quitter le réseau.
De retour à Tel Aviv, Dov Alfon dirige plusieurs nouveaux suppléments pour Haaretz, entre autres le magazine économique The Marker (avec Guy Rolnik) et le supplément culture Galleria[source insuffisante]. Il repart à Paris en 1998 pour être correspondant de Haaretz en France et y restera cinq ans. Son reportage sur le bug de l'an 2000, à bord du seul avion traversant l'Atlantique le 31 décembre 1999 à minuit, fera le tour du monde, pour lequel il se verra décerner le prix « Reporter of the Year » par la Société hébraïque des gens de lettres[source insuffisante].
En décembre 2003, le rédacteur en chef de Haaretz, Hanoch Marmari, démissionne et ouvre une guerre de succession. Quand David Landau lui est préféré pour le remplacer, Dov Alfon quitte le journal.

#### 2004-2008 Éditeur
À la suite de son départ du Haaretz, Dov Alfon est nommé directeur éditorial de Kinneret-Zmora, la plus grande maison d'édition israélienne. Il fait découvrir de nombreux jeunes auteurs, comme Liad Shoham, Eshkol Nevo, Sayed Kashua, Ron Leshem, Asaf Hanuka, et convainc de nombreux auteurs reconnus à changer d'éditeur, comme Aharon Appelfeld, Orly Castel-Bloom, Ronit Matalon, Sami Michael. Parallèlement, il commence à faire de la télévision, présentant une émission culturelle hebdomadaire dans un format innovant fondé sur la théorie des six degrés de séparation. Entièrement filmé en extérieurs, le programme Nispah Tarbut recevra le prix Ophir de « Meilleure émission culturelle » durant les trois années de sa diffusion sur la deuxième chaîne israélienne.

#### 2008-2011 Rédacteur en chef deHaaretz

##### Contexte
En janvier 2008 un mouvement social important secoue Haaretz, unifiant les reporters web du journal, qui se plaignent d'être discriminés par la direction et ignorés par la rédaction, et la société des journalistes, qui proteste contre le licenciement d'une des leurs, Amira Hass, pour des raisons qu'ils estiment politiques. La famille Schocken, propriétaire du journal, rencontre les uns et les autres et annonce le 20 février le remplacement de David Landau par Dov Alfon. Alfon, qui vient de signer un contrat pour écrire son livre, accepte de reporter son projet personnel s'il reçoit carte blanche pour renouveler drastiquement la rédaction, qu'il trouve « réfractaire à Internet, autrement dit suicidaire ». Tous les chefs de départements sont remplacés. En trois vagues successives, plus de 80 des 440 journalistes de la rédaction vont quitter le journal, tandis qu'Amira Hass retrouve son poste. Accusé de licencier surtout des journalistes trop à gauche par Der Spiegel, tout en étant accusé par The Jerusalem Post de conduire « une purge digne des pires antisémites » contre des journalistes trop à droite,, Alfon repousse les deux accusations, et fusionne entièrement les rédactions papier et Web en un an.
Il organise la rédaction en cellules verticales, dont la plus importante est celle des enquêtes, contrairement à la tradition qui privilégiait les pages éditoriales[source insuffisante].

##### Ligne éditoriale en tant que directeur de Haaretz
Ses reporters révèlent en 2010 un vaste système de corruption immobilière qui conduira à la mise en examen du premier ministre israélien, Ehud Olmert. Olmert sera condamné en 2015 à 18 mois de prison ferme, une première dans l'histoire du pays. D'autres révélations suivront : une prison secrète dans le désert du Néguev où sont incarcérés des migrants africains ayant réussi à traverser la frontière pour travailler en Israël, des manuscrits inédits de Franz Kafka cachés par l'héritière de Max Brod, le scandale du Musée de la Tolérance à Jérusalem-Est et une supplément de 26 pages sur les relations financières entre le ministre Avigdor Liberman et l'homme d'affaires autrichien Martin Schlaff, affaire qui conduira à une triple inculpation. Lieberman sera acquitté dans l'une des affaires, et reste inculpé dans deux autres.
La principale décision éditoriale de Dov Alfon à la tête de Haaretz a sans doute[source insuffisante] été de publier en première page le 26 novembre 2008 les documents militaires constituant ce qui sera baptisé après coup « l'Affaire Anat Kam-Uri Blau »,. Une soldate de l'armée israélienne, Anat Kam, avait effectué des copies de documents confidentiels, dont 700 classés top secret. Après avoir terminé son service, elle a donné ces documents à un reporter de Haaretz, Uri Blau. Le journal avait utilisé ces documents pour démontrer que le commandement militaire avait autorisé des assassinats ciblés de militants palestiniens, ce qui était alors contraire à la loi israélienne, puis avait maquillé ces instructions pour échapper à une commission d'enquête. Interrogé par le Service de sécurité intérieure pendant des heures, Alfon avait refusé de rendre les documents. Le soir même, dans une interview au journal télévisé de la deuxième chaîne israélienne, il annonçait qu'il avait envoyé Uri Blau, alors sous mandat d'amener, faire un « reportage urgent » à Londres et que le journaliste y resterait « tout le temps nécessaire »,.
L'Association de la Presse Britannique décerna à Dov Alfon la même année son « Peace Through Media Award» à la suite de cette affaire. Dans son discours de remerciements, Alfon réfute les arguments du jury : « Vous m'avez trouvé digne de ce prix historique parce que je dirige un journal « qui combat pour la paix ». Mais nous ne combattons pas pour la paix ; nous combattons pour la vérité. Est-ce que la vérité mène à la paix ? C'est possible, mais ce n'est pas là notre propos. Nous ne sommes pas un drapeau, un symbole ou un mouvement. Nous sommes un journal, fait quotidiennement par huit cent journalistes, qui ont pour mission de publier tout ce qui est d'intérêt public, tant qu'il est vrai et qu'il est écrit avec talent. C'est un métier. Nous le faisons en temps de guerre, mais nous continuerons à le faire après que la paix viendra ».
Trois ans jour pour jour après sa nomination, il annonce son départ pour se consacrer à l'écriture. Dans sa dernière interview, au rédacteur en chef du The New Yorker, il réitère sa profession de foi : « Quand je suis arrivé on m'expliquait à longueur de journée que Haaretz « n'est pas un journal comme les autres », ou qu'il est « plus qu'un journal ». J'ai vite compris que ce n'était qu'une excuse pour cacher des lacunes journalistiques évidentes, voir une certaine paresse ». Haaretz est passé sous sa direction de 48 000 à 95 000 abonnés, dont 26 000 abonnés numériques.

#### 2012-2016 Nouveaux médias et écriture
Dov Alfon a créé après son départ de Haaretz deux projets numériques à but non lucratif : Alaxon, une revue hébraïque pour les arts et la science et Storyvid, une plateforme pour clips littéraires utilisant un format qu'il développa avec l'écrivain et le cinéaste Etgar Keret : un storyvid utilise comme audio une lecture texto d'une nouvelle, que le réalisateur doit alors interpréter avec un film muet. Le projet a reçu entre autres le grand prix de l'Institut Goethe en 2015, mais fut gelé par ses deux créateurs un an plus tard, quand il commença à freiner leurs projets personnels. Le premier storyvid a été présenté en compétition officielle au Festival du film de Sundance en 2013 et reçu entre autres le grand prix du Festival de Denver et du Festival du film de Nantucket,. Plus de trente storyvids furent réalisés pour Web et applications entre 2013 et 2016, avec les participations de Jonathan Safran Foer, Orly Castel-Bloom, Peter Nestler, Yael Hersonski, Hen Yanni, Shlomi Elkabetz, Shira Geffen et autres,,,.

##### Unité 8200
Alfon avait écrit le premier chapitre de ce roman pendant ses études, immédiatement après son service militaire à l'Unité 8200. Il ne l'avait fait lire que trente ans après, quand il était directeur éditorial de Kinneret-Zmora, et ce n'est qu'après son départ de Haaretz qu'il pu revenir à l'écriture. Le roman, dont le titre original est Une Longue Nuit à Paris, parut en Israël en septembre 2016 et connu immédiatement un succès fulgurant auprès du public et de la critique. À sa parution en Grande-Bretagne, où il arriva en tête des ventes en mai 2019, il éveilla la curiosité d'éditeurs du monde entier, et les droits de traduction ont été vendus à ce jour en 14 langues.
L'histoire se déroule en vingt-huit heures : Un directeur de marketing israélien est kidnappé par une mystérieuse blonde à l’aéroport de Roissy, victime de son propre canular. Un officier israélien de l’Unité 8200, Zeev Abadi, et son intrépide adjointe, la lieutenante Oriana Talmor, comprennent vite que le gang s'est trompé de cible, leur proie étant un soldat de l'unité venu pour vendre un secret compromettant. Une chasse à l'homme dans les rues de Paris s’engage pour éviter l'incident politico-diplomatique.
Hybride entre roman d'espionnage et roman policier, déconstruction de codes classiques des genres, Unité 8200 est avant tout un thriller politique, où le Premier ministre israélien et le ministre de l'intérieur français ressemblent beaucoup aux hommes politiques qu'Alfon a connus comme journaliste,. Il parut en France sous le titre Unité 8200 et reçut des critiques élogieuses unanimes,,,,,,,,,,,,. Sélectionné pour le grand prix de littérature policière 2019, Unité 8200 reçu le prix Marianne, et le prix Daggers International de Crime Writers' Association.

#### 2016-2020 Correspondant à Paris pour le Haaretz
En mars 2016, basé à Paris, Dov Alfon est nommé correspondant d'Haaretz en France. D'après Catherine Gouëset, ses chroniques retrouvent souvent le ton ironique de ses débuts,.
Le 15 avril 2016, il révèle les liens entre le premier ministre israélien Benyamin Netanyahou et l'escroc Arnaud Mimran, condamné depuis pour la fraude à la TVA sur les quotas de carbone. Dans une série d'articles publiés conjointement avec Fabrice Arfi sur Mediapart et dans Haaretz, il dévoile des documents rédigés par le premier ministre israélien en personne qui confirment ses liens d’intérêts entretenus avec Mimran,,. Dans son livre sur l'affaire, D'argent et de sang, Arfi décrit leur collaboration ainsi : « Travailler avec Dov Alfon, c'est se frotter à un journaliste comme il est rarement offert d'en croiser : canardier, fonceur et courageux, mais aussi généreux, élégant et adepte d'une écriture à la délicieuse saveur littéraire ».
En janvier 2016, il est élu vice-président de l'Association de la presse étrangère (d) en France,.
En mai 2019, il devient responsable éditorial du projet « Haaretz at 100 », une série de conférences, numéros spéciaux et tables rondes célébrant le centenaire du journal.

#### 2020: nouveau directeur deLibération
En juin 2020, il devient responsable de la stratégie numérique du quotidien français Libération,,. Le 16 septembre 2020, il est nommé directeur de la rédaction par les journalistes à une majorité de 90,8 %. Il succède ainsi à Laurent Joffrin et devient également directeur de la publication et cogérant du journal en compagnie de Denis Olivennes.
Il déclare en septembre 2018 vouloir accélération de la mutation du titre vers un quotidien avant tout numérique,. En effet, il estime que le quotidien est trop tourné vers le print (le journal papier) et le site Internet actuel remplit mal sa mission d’information en temps réel,. Il développe de nouveaux outils technologiques tels que le logiciel de publication et de gestion des contenus numériques du Washington Post, « Arc Publishing ».

## Autres publications
Dov Alfon a enseigné de 2012 à 2015 au Centre interdisciplinaire de Herzliya et y a conduit plusieurs recherches sur l'économie des médias. Il a publié à l'université de Chicago en 2017 une étude de cas sur Mediapart, analysant la stratégie économique du site et des médias numériques. Cette analyse a été reprise depuis sa première publication dans de nombreuses recherches,,,,.

## Scénariste
Dov Alfon a une expérience à la télévision comme script doctor de séries TV, expérience qu'il relate en octobre 2018, quand il est nommé commissaire au Musée des Civilisations de l'Europe et de la Méditerranée de l'exposition « Autour des séries israéliennes». Invité du Festival Séries Mania en 2017 et du Festival Série Series en 2019, il explique que sa démarche en fiction n'est pas différente de sa démarche journalistique: « Ma motivation dans tous les projets que je mène est unique, simple et ambitieuse à la fois : expliquer comment fonctionne vraiment le pouvoir ».
Depuis juillet 2019 il est attaché au projet de série basée sur son livre, coproduite par Elephant (France) et Keshet International (Israël).

## Prises de position
Il manifeste contre l'invasion israélienne du Liban en 1982 et s'est prononcé pour le retrait d'Israël des territoires palestiniens occupés. Il a critiqué à plusieurs reprises Benyamin Netanyahou et sa politique.

## Distinctions
- 1994-1996 : Editor of the Year, Association de la presse israélienne pour Mussaf Haaretz
- 1997 : Médaille d'or de American Illustrators Society (avec Hanoch Piven) pour Mussaf Haaretz
- 2005-2008 : Prix Ophir (César israélien) de la meilleure émission culturelle israélienne pour Nispah Tarbut
- 2011 : Peace through Media Award de International Council for Press and Broadcasting[11] pour Haaretz
- 2014 : Prix Creative Now! de The New Yorker[82] pour Storyvid
- 2015 : Prix nouveaux médias de l' Institut Goethe[77] pour Storyvid
- 2019 : Prix Marianne[113] pour Unité 8200
- 2019 : Sélection du Grand prix de littérature policière[111] pour Unité 8200
- 2020 : Daggers International, de Crime Writers' Association[14] pour Unité 8200

## Vie privée
De sa première union avec Mikhal Alfon (d), traductrice littéraire, il a deux filles, étudiantes à l'université de Tel Aviv. Divorcé, il se remarie en mai 2016 à Paris avec Lital Levin, developpeuse web, petite-nièce de Leopold Trepper, chef de l'Orchestre rouge. Ils ont une fille, née à Paris en février 2018.